# Deuxième guerre civile centrafricaine
Pour les articles homonymes, voir Guerre civile centrafricaine.
Batailles
- Bouca
- Gaga
- Bouar
- Massacre de Bouar
- Incendie de Camp Bangui
- 1er Massacre de Boali
- 2e Bangui
- Bossangoa
- Opération Sangaris
- Bozoum
- Massacre de Bohong
- Massacre de Bossembélé‎
- Massacre de Bossemptélé
- Massacre de Baoro
- 2e Massacre de Boali
- 1er Grimari
- 2e Grimari
- Boguila
- Batangafo

La deuxième guerre civile centrafricaine se déroule en République centrafricaine à partir de décembre 2012. Elle oppose le gouvernement centrafricain et ses adversaires « politico-militaires » regroupés au sein de la Seleka. Cette guerre, qui succède à un premier conflit entre 2004 et 2007, n'est elle-même qu'un épisode du cycle de rébellion déclenché par le coup d’État de François Bozizé en 2003 et dans lequel le pays est toujours plongé en 2019. Elle aboutira à la chute de ce dernier en mars 2013. 

## Contexte
Le 13 avril 2007, un accord de paix est signé entre le gouvernement et l'UFDR à Birao. Celui-ci prévoit une amnistie pour l'UFDR, sa reconnaissance en tant que parti politique et l'intégration de ses combattants dans l'armée.
Des négociations complémentaires aboutissent par ailleurs à un accord en 2008 pour une réconciliation nationale, un gouvernement d'union nationale et la planification d'élections locales en 2009 ainsi que des élections parlementaires et présidentielles en 2010. Le nouveau gouvernement est formé en janvier 2009.
Le 15 novembre 2010, la ville de Birao repasse sous le contrôle de l'armée centrafricaine mais est immédiatement reprise par les rebelles de la Convention des Patriotes pour la Justice et la Paix (CPJP). 
Le 1er décembre 2010, l'armée tchadienne intervient une nouvelle fois pour reprendre la ville aux rebelles au nom du gouvernement centrafricain,.
La coalition rebelle de la Séléka, formée par des membres de la Convention des patriotes pour le salut du Kodro (CPSK), de la Convention des Patriotes pour la Justice et la Paix (CPJP), de l’UFDR, et du Front démocratique du peuple centrafricain et dirigée par Michel Am Nondokro Djotodia, a repris les armes le 10 décembre 2012 et conquis un certain nombre de villes au nord, au centre et à l'est du pays (dont Bria, Bambari, Ouadda, Ndélé, Batangafo, et Kaga-Bandoro le 25 décembre,) afin, selon ses porte-paroles, « de faire respecter les accords de paix».

## Déroulement

### Avancée de la Séléka
La Séléka lance son offensive le 10 décembre. Le 18 décembre, après avoir pris cinq villes depuis le début de l'offensive, la coalition prend la ville minière de Bria, tuant 15 soldats gouvernementaux. Elle prend également la ville de Kabo. Le Président Bozizé en appelle à son homologue tchadien afin de recevoir son aide militaire. Le Tchad accepte d'envoyer des troupes, 150 hommes environ et une vingtaine de véhicules, précisant qu'ils se cantonneraient à un rôle d'interposition. La France, en revanche, refuse dans un premier temps de s'engager. 
Le 20 décembre, les rebelles chassent les forces gouvernementales de la ville de Batangafo, mais ces dernières parviennent à reprendre Kabo, que les rebelles avaient prise deux jours avant. Ceux-ci démentent la contre-attaque de l'armée, mais acceptent de suspendre leurs opérations à la veille d'une rencontre de la CEEAC.
Le 23 décembre, la coalition prend la ville de Bambari, la troisième du pays. Le 25, elle prend le contrôle de la ville de Kaga-Bandoro tandis que le Président Bozizé réunit ses conseillers militaires dans la capitale, Bangui.
Le 26 décembre, des centaines de manifestants pro-Bozizé s'en prennent à l'ambassade de France, accusant Paris de ne pas les soutenir contre la rébellion. Plusieurs dizaines de soldats français empêchent les manifestants d'entrer dans le bâtiment, où une cinquantaine de ressortissants français ont trouvé refuge. La compagnie Air France décide de suspendre ses liaisons quotidiennes Paris-Bangui, et fait faire demi-tour à un avion. Washington et l'ONU annoncent le retrait de leurs employés non indispensables. Le ministre de l'Intérieur centrafricain, Josué Binoua, remercie la France pour avoir condamné les rebelles et fait appel à Paris pour aider le gouvernement à trouver une issue au conflit. Plus tard dans la journée, des sources militaires et humanitaires font état d'une présence rebelle dans la ville de Damara, ce qui signifie que la coalition a pu passer à Sibut sans que les troupes tchadiennes cantonnées dans la ville ne soient intervenues.
Le 27 décembre, le président Bozizé demande l'aide de la France et des États-Unis. Le président François Hollande affirme sa volonté de ne pas s'impliquer dans le conflit, mentionnant que les troupes françaises ne sont présentes que pour protéger les ressortissants français, et non pour intervenir dans un conflit interne au pays ou protéger un régime. Il appelle au dialogue pour mettre fin à la crise. Alors que le général Jean-Felix Akaga, commandant de la force de la MICOPAX de la CEEAC, annonce que Bangui est complètement sécurisée par ses troupes, le Gabon et le Cameroun, deux pays participant à la mission de la MICOPAX, précisent qu'aucune décision n'a été prise concernant le rôle de la mission dans le conflit. Le soir du 27 décembre, les États-Unis décident de fermer leur ambassade et d'évacuer leur ambassadeur. Dans la capitale, l'activité est réduite, et les banques ont été prises d'assaut par leurs clients venus retirer leurs économies.
Le vendredi 28 décembre, les forces régulières lancent une contre-offensive sur la ville de Bambari. Les soldats centrafricains sont mis en déroute et se replient, laissant les rebelles de la Séléka s'emparer des lieux, situés à trois cents kilomètres au nord-est de la capitale Bangui. 
Dans la nuit du vendredi 28 au samedi 29 décembre, le ministère de la Défense français annonce le déploiement dans une base à Libreville de 150 militaires français appartenant à une compagnie de parachutistes, alors que la France a déjà 250 soldats dans la base de M'Poko, située près de l'aéroport de Bangui, dans le cadre de la mission Boali. Cependant, le ministère affirme qu'il s'agit d'une « mesure de précaution » pour « la protection des ressortissants français et européens », marquant la volonté de la France de ne pas s'ingérer dans les affaires internes de la République centrafricaine. 
Le même jour, les forces de la Séléka avancent et prennent la ville de Sibut, située, elle, à environ cent soixante kilomètres de Bangui. La prise de cette ville s'est faite sans combat. La chute de Sibut est confirmée par Djouma Narkoyo, un des chefs de la Séléka. Les forces armées centrafricaines, soutenues militairement par le Tchad, envoient des troupes à Damara, dernière « ville-verrou » avant Bangui, où des technicals (pick-ups équipés d'une mitrailleuses) patrouillent. Malgré cette avancée, les rebelles se disent prêts à « négocier sans conditions » avec le gouvernement centrafricain.

### Signature d'un accord
Le vendredi 11 janvier 2013, le gouvernement annonce officiellement la signature d'un accord conclu à Libreville entre les forces gouvernementales et les rebelles. Cet accord stipule que le président en fonction, François Bozizé, restera à la tête du pays jusqu'en 2016 pour la transition, date à laquelle sont prévues les prochaines élections présidentielles.
Le samedi 12 janvier, le Premier ministre Faustin-Archange Touadera est démis de ses fonctions par le Président, conformément à l'accord passé entre le gouvernement et la Séléka. Le texte stipule qu'un « nouveau Premier ministre issu de l'opposition » devra être nommé par le chef de l’État sans pouvoir être révoqué. Une dissolution de l'Assemblée nationale devra également avoir lieu, afin que des élections législatives soient organisées dans les douze mois à venir. L'accord prévoit par ailleurs que « Le Premier ministre ainsi que les autres membres du gouvernement ne peuvent être candidats à la prochaine présidentielle » de 2016. Un « retrait de toutes les forces militaires étrangères » est prévu, excepté celles de la Fomac (Forces multinationales de l'Afrique centrale).
En fait, il s'avère rapidement que le président Bozizé n’abandonne aucune de ses prérogatives et que le nouveau Premier ministre, Nicolas Tiangaye, est impuissant et à la peine pour conduire son gouvernement composé, pour l’essentiel, des chefs de partis d’une opposition anémiée et de représentants de la Séléka.
Paris, alors très occupé par l’intervention au Mali qui vient de débuter et soucieux de ne pas gêner le Tchad, très
favorable à la Séléka, n'intervient pas.

### Reprise des combats et prise de Bangui par la Seleka
Le 17 mars, à Sibut, à une centaine de kilomètres de Bangui, les rebelles de la Séléka rompent les négociations et lancent un ultimatum au gouvernement. Ils réclament la libération de leurs prisonniers, la validation des grades des officiers rebelles, l'intégration de 2 000 de leurs combattants dans l’armée nationale et le départ des militaires sud-africains. La Séléka affirme que si ces exigences ne sont pas satisfaites dans les trois jours, elle reprendra son offensive.
Le 22 mars, les forces rebelles sortent de Sibut, s'emparent de Damara et forcent un barrage de la force africaine sur la route de Bangui. La Séléka est alors à 55 kilomètres de Bangui,.
Le 23, les combats se poursuivent sur l'axe routier Bangui-Damara-Sibut, à hauteur du PK 55, à 55 kilomètres de la capitale. Plus à l'ouest, une deuxième colonne rebelle s'empare de Bossembélé et de Bouali. Les forces sud-africaines sont prises à revers par la deuxième colonne et subissent des pertes. Le soir du 23 mars, la Séléka prend position à 12 kilomètres du centre-ville de Bangui. Pendant la nuit, les rebelles coupent l'électricité dans la ville,.
Le dimanche 24 mars 2013, les rebelles annoncent la prise du palais présidentiel. Le même jour, le Président Bozizé s'enfuit au Cameroun. Le chef de la Séléka, Michel Djotodia, s'auto-proclame président de la République. Mais le nouveau pouvoir étant incapable de rétablir l'ordre, la situation s'enlise et la crise débouche sur des affrontements inter-religieux.

## Conséquences

### Destructions et réfugiés
Fin décembre 2012, plus de 3 000 Centrafricains se sont réfugiés dans la province d'Équateur, en République démocratique du Congo.
Selon Human Rights Watch (HRW), des centaines de civils ont été tués, plus de 10 000 habitations ont été incendiées et environ 212 000 personnes ont fui leur foyer dans des conditions désespérées pour vivre dans la brousse du nord de la RCA.

### Explosion des conflits inter-communautaires
Le chef de la Seleka Michel Djotodia s'auto-proclame président de la République. Il se montre incapable de rétablir l'ordre et d'imposer son autorité à la Seleka, qui n'est qu'une confédération très lâche de groupes armés, dotés d'une chaîne de commandement quasi inexistante, et qui continuent à se comporter comme des bandits de grand chemin en vivant sur la population.
Le départ en mai vers les préfectures de province de contingents de la Séléka installés à Bangui ne contribue guère à réduire les tensions.
En outre, à la prédation économique s'ajoute la communautarisation des affrontements avec l'émergence des anti-balaka, une constellation de milices villageoises qui se mobilisent contre les exactions de la Séléka et de tous ceux qui en sont réputés proches, les musulmans.
Le jour même de l'adoption de la résolution 2127 du Conseil de sécurité de l'ONU, le 5 décembre 2013, la France déploie un millier de soldats dans le cadre de l'Opération Sangaris pour rétablir la sécurité dans le pays. L'opération a été anticipée dans la perspective de la grande offensive que les milices anti-balaka, épaulées par d'anciens membres des Forces armées centrafricaines, lancent le 5 décembre contre la capitale (bataille de Bangui) et la ville de Bossangoa (bataille de Bossangoa).

## Roman graphique
Tempête sur Bangui, scénario, dessin et couleurs de Didier Kassaï, Éditions La Boîte à Bulles, 2015 (volume 1, 152 pages) et 2019 (volume 2, 176 pages).  La BD raconte l'attaque des rebelles de la Séléka sur Bangui en 2012-2013.